# Kotlari, Kărdjali
Kotlari (în bulgară Котлари) este un sat în comuna Krumovgrad, regiunea Kărdjali,  Bulgaria. 

## Demografie
Componența etnică a satului Kotlari
     Turci (97,14%)
     Nicio identificare (2,85%)
     Altele (0%)
La recensământul din 2011, populația satului Kotlari era de 70 locuitori. Din punct de vedere etnic, majoritatea locuitorilor (97,14%) erau turci. Pentru 2,85% din locuitori nu este cunoscută apartenența etnică.